# Nongstoin
Nongstoin è una suddivisione dell'India, classificata come town committee, di 22.003 abitanti, capoluogo del distretto dei Monti Khasi Occidentali, nello stato federato del Meghalaya. In base al numero di abitanti la città rientra nella classe III (da 20.000 a 49.999 persone).

## Geografia fisica
La città è situata a 25° 31' 0 N e 91° 16' 0 E e ha un'altitudine di 1.408 m s.l.m..

## Società

### Evoluzione demografica
Al censimento del 2001 la popolazione di Nongstoin assommava a 22.003 persone, delle quali 11.093 maschi e 10.910 femmine. I bambini di età inferiore o uguale ai sei anni assommavano a 5.031, dei quali 2.572 maschi e 2.459 femmine. Infine, coloro che erano in grado di saper almeno leggere e scrivere erano 14.642, dei quali 7.436 maschi e 7.206 femmine.